# 托尼·韋斯特
德里克·安東尼·韋斯特（英語：Derek Anthony West，1965年8月12日—）是一位美國律師、前政府官員，現任Uber高級副總裁兼首席法務官。在加入Uber之前，韋斯特曾擔任美國副司法部長以及百事可樂公司的總法律顧問。他還曾任美國司法部民事部門助理總檢察長，負責監督該部門的訴訟工作。
在司法部任職期間，韋斯特在政府決定停止捍衛《捍衛婚姻法案》(DOMA) 的過程中發揮了關鍵作用，因他認為該法律違憲。他還參與了司法部從大型金融機構追回370億美元的工作，並在2013年重新授權的《暴力侵害婦女法》(VAWA) 中，推動包含改善印第安人公共安全的部落條款。 2014年8月21日，韋斯特宣布與美國銀行達成166.5億美元的和解協議，以解決聯邦和州政府對美國銀行及其子公司的索賠。
韋斯特還是前美國副總統賀錦麗的妹夫。

## 個人生活
1998年7月，韋斯特與賀錦麗的妹妹馬婭·哈里斯結婚，成為她女兒米娜·哈里斯的繼父。在此之前，瑪雅是米娜的單親母親。韋斯特與馬婭·哈里斯均為1992年史丹佛大學法學院的畢業生。兩人在學期間結為好友，但直到畢業後才開始交往。

## 外部連結
- Biography Page on Department of Justice Website （页面存档备份，存于）
- C-SPAN內的頁面（英文）